# Devin Haen
Devin Haen (Zieuwent, 18 juni 2004) is een Nederlands voetballer die doorgaans speelt als spits. In juli 2025 verruilde hij Feyenoord voor Willem II.

## Clubcarrière
Haen speelde in de jeugd van RKZVC en werd in 2013 opgenomen in de opleiding van De Graafschap. Deze doorliep hij en voorafgaand aan het seizoen 2021/22 mocht hij meetrainen met het eerste elftal. In die zomer tekende hij ook zijn eerste professionele contract bij de Doetinchemse club. Zijn debuut in het eerste elftal volgde op 7 augustus 2021, toen in de Eerste divisie met 0–3 verloren werd van Roda JC. Denzel Jubitana scoorde tweemaal en Patrick Pflücke zorgde voor de derde treffer. Haen moest van coach Reinier Robbemond op de reservebank beginnen en mocht negentien minuten na rust invallen voor Joey Konings. Zijn eerste doelpunt maakte de aanvaller dertien dagen later, op 20 augustus, tegen NAC Breda. Hij viel opnieuw in de tweede helft in voor Konings, die de score al had geopend. In de laatste minuut van de officiële speeltijd schoot hij de bal in het doel na een voorzet van Mees Kaandorp. In juni 2023 werd de verbintenis van Haen opengebroken en met een jaar verlengd, tot medio 2025.
In de zomer van 2024 nam Feyenoord de aanvaller over voor een bedrag van circa honderdvijftigduizend euro. In Rotterdam tekende hij een contract voor twee seizoenen, met een optie op een jaar later. Feyenoord verhuurde Haen direct voor een jaar aan FC Dordrecht. Hij mocht meteen in de eerste speelronde zijn debuut maken, tegen FC Emmen. Hij startte in de basis en gaf een assist op Korede Osundina. De wedstrijd werd met 1–2 gewonnen. Twee weken later maakte Haen  tegen Jong AZ (3–1 verlies) op aangeven van Sem Valk zijn eerste doelpunt, waarna hij diezelfde week ook tegen SC Cambuur scoorde; mede daardoor werd met 2–0 gewonnen.
Tijdens zijn verhuurperiode bij FC Dordrecht kwam Haen uiteindelijk tot twaalf doelpunten in de reguliere competitie, plus eentje in de play-offs voor promotie, waarin Dordrecht in de halve finales werd uitgeschakeld. Na zijn terugkeer bij Feyenoord mocht hij de club op vaste basis verlaten. Het naar de Eerste divisie gedegradeerde Willem II nam de aanvaller vervolgens over voor circa 675 duizend euro en in Tilburg tekende hij een contract voor drie seizoenen met een optie op een jaar extra.

## Clubstatistieken
| Seizoen | Club           | Competitie     | Competitie | Competitie | Beker | Beker | Internationaal | Internationaal | Nacompetitie | Nacompetitie | Totaal | Totaal |
| Seizoen | Club           | Competitie     | Wed.       | Dlp.       | Wed.  | Dlp.  | Wed.           | Dlp.           | Wed.         | Dlp.         | Wed.   | Dlp.   |
| ------- | -------------- | -------------- | ---------- | ---------- | ----- | ----- | -------------- | -------------- | ------------ | ------------ | ------ | ------ |
| 2021/22 | De Graafschap  | Eerste divisie | 24         | 3          | 1     | 0     | —              | —              | 0            | 0            | 25     | 3      |
| 2022/23 | De Graafschap  | Eerste divisie | 29         | 8          | 4     | 0     | —              | —              | —            | —            | 33     | 8      |
| 2023/24 | De Graafschap  | Eerste divisie | 22         | 3          | 1     | 0     | —              | —              | 2            | 0            | 25     | 3      |
| 2024/25 | Feyenoord      | Eredivisie     | —          | —          | —     | —     | —              | —              | —            | —            | —      | —      |
| 2024/25 | → FC Dordrecht | Eerste divisie | 34         | 12         | 0     | 0     | —              | —              | 4            | 1            | 38     | 13     |
| 2025/26 | Willem II      | Eerste divisie | 0          | 0          | 0     | 0     | —              | —              | —            | —            | 0      | 0      |
| Totaal  | Totaal         | Totaal         | 109        | 26         | 6     | 0     | 0              | 0              | 6            | 1            | 121    | 27     |

Bijgewerkt op 7 juli 2025.